# Relació de Coomber
La relació de Coomber es fa servir per descriure com es relacionen la pressió interna i la constant dielèctrica d'un líquid no polar.
Com que {\displaystyle p_{i}=\left({\frac {\partial E}{\partial V}}\right)_{T}\,} (equació que descriu la pressió interna d'un líquid) es pot trobar que:
| {\displaystyle p_{i}=n\cdot {I}\cdot {b(T)}{\frac {N^{2}\alpha ^{2}}{V^{n+1}}}\,} |
On:
- {\displaystyle N\,} és igual al nombre de molècules
- {\displaystyle I\,} és el potencial d'ionització del líquid
- {\displaystyle b(T)\,} és una relació que depèn de la temperatura basada en les constants numèriques de la geometria interparticular
- {\displaystyle \alpha \,} és la polaritzabilitat
- {\displaystyle V\,} és el volum del líquid

Per la majoria de líquids no polars, {\displaystyle n=1\,}.